# Terenzia
Terenzia (Roma, 96 a.C. – 8 d.C.) è stata una nobildonna romana, prima moglie di Marco Tullio Cicerone.

## Biografia
Apparteneva a una nobile famiglia. È noto che era sorellastra della vergine vestale Fabia (la quale fu accusata di aver infranto i suoi voti giacendo con Lucio Sergio Catilina) e che attorno al 78-77 a.C. sposò l'oratore Marco Tullio Cicerone, dal quale ebbe due figli: Tullia, nata attorno al 76 a.C., e Marco Tullio Cicerone, nato nell'agosto del 65 a.C.
Plutarco descrive Terenzia come una donna capace ed un'abile amministratrice, ma anche dispotica ed irascibile; nonostante ciò, sembra che fosse amata da Cicerone. Il loro rapporto matrimonio durò più di trent'anni, ma entrò infine in crisi: nel 46 a.C., il grande oratore la ripudiò, accusandola di aver sperperato tutte le sostanze della casa ed averlo riempito di debiti; tuttavia, dopo poco tempo, egli si risposò con la giovane e bella Publilia, venendo accusato da Terenzia di avere sciolto il precedente matrimonio solo per risposarsi con una donna più giovane.
San Girolamo riporta che, dopo il divorzio da Cicerone nel 46 a.C., Terenzia si risposò con lo storico Gaio Sallustio Crispo, di dieci anni più giovane, e poi con il generale Marco Valerio Messalla Corvino. Tuttavia, ci sono dubbi su questa tarda testimonianza.
A Terenzia si deve la liberazione del grammatico Tirannione il Giovane, schiavo di guerra comprato a Roma da Dima, liberto di Ottaviano. 
Stando a una notizia fornitaci da Plinio il Vecchio, Terenzia morì all'età di 103 anni.